# 経済財政省 (モロッコ)
経済財政省（けいざいざいせいしょう、アラビア語: وزارة الاقتصاد والمالية）は経済政策や財政政策を所管する。

## 概要
予算、税制、税関、金融機関、マクロ経済分析、国有企業などを所管している。

## 組織
- 財務総監察局
- 関税・間接税局
- 王国財務省
- 税務局
- 予算局
予算に関連する財政政策で大臣に提言する。
- 国庫・対外財政局[1]
- 国有財産局
- 行政・公共問題局
省間や組織における利益を調整する。
- 両替所
- モロッコ資本市場庁（AMMC）